# Třída Hawkins
Třída Hawkins byla třída těžkých křižníků postavených pro Britské královské námořnictvo v letech 1916–1925. Křižníky byly rozestavěny během první světové války, dokončeny ale byly až po jejím skončení (HMS Vindictive přestavěna na letadlovou loď). Jeden ztroskotal ve 20. letech a ostatní byly nasazeny v druhé světové válce, přičemž jeden byl za války ztracen. Zbylá trojice byla po skončení bojů sešrotována.

## Stavba

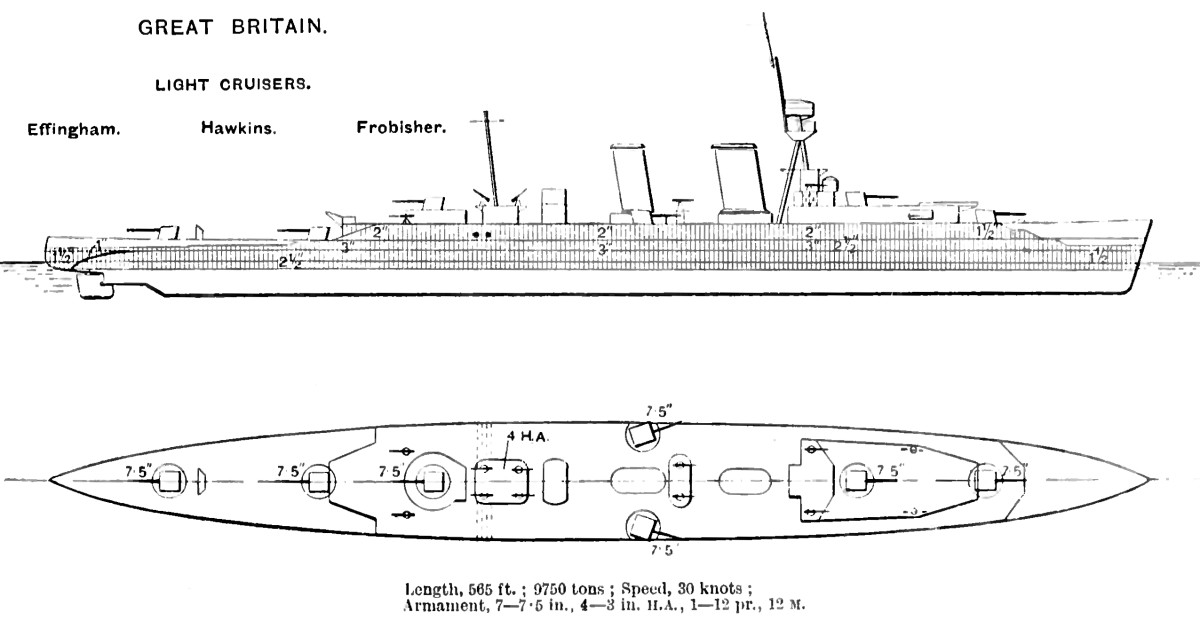
Schéma uspořádání výzbroje

Konstrukční práce na této třídě byly zahájeny roku 1915. Rozestavěna byla pětice lodí, pojmenovaných HMS Hawkins, HMS Raleigh, HMS Frobisher, HMS Effingham a HMS Cavendish. První byl dokončen v letech 1919–1920 a druhý pár v letech 1924–1925. Poslední křižník byl dokončen 21. září 1918 jako letadlová loď a zařazen do služby jako HMS Vindictive.

## Konstrukce

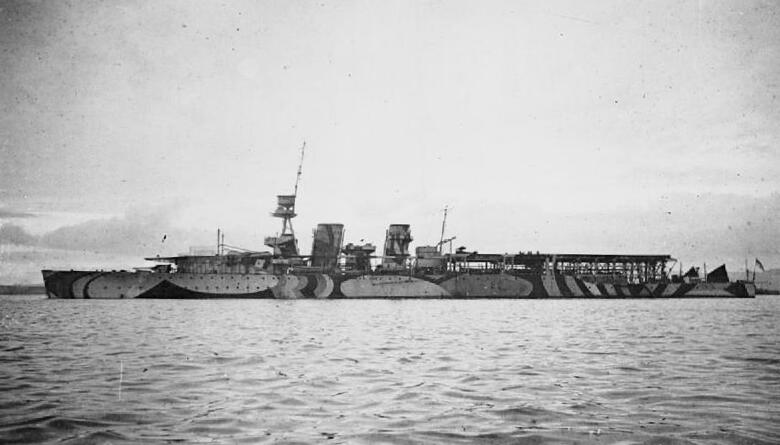
Vindictive jako letadlová loď

Základní výzbroj křižníků Hawkins a Raleigh představovalo sedm 190mm kanónů, deset 76mm kanónů, dva 40mm kanóny a šest 533mm torpédometů. V případě, později dokončených, křižníků Frobisher a Effingham byla výzbroj mírně odlišná. Tvořilo ji sedm 190mm kanón, tři 102mm kanóny, dva 40mm kanóny a šest 533mm torpédometů. Pancéřovou ochranu tvořil boční pancéřový pás o síle 51–76 mm a dvojice pancéřových palub o síle 38 + 38 mm. Pohonný systém tvořila čtyři turbínová soustrojí a deset parních kotlů. Nejvyšší rychlost dosahovala 30 uzlů.
V roce 1930 byly křižníky Hawkins, Frobisher a Effingham, na základě Londýnských dohod, odzbrojeny. Jejich opětovné zařazení do služby vyvolalo až rostoucí napětí v předválečné Evropě. Effingham byl modernizován roku 1938, Hawkins v roce 1940 a konečně Frobisher v roce 1942. Výzbroj každého plavidla byla po znovuvyzbrojení odlišná a během války byla dále zesilována její protiletadlová složka.

## Operační služba

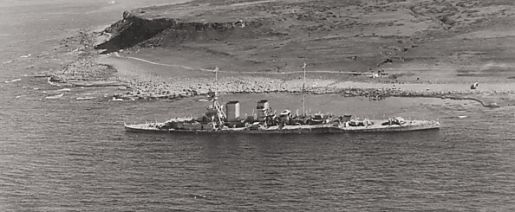
Raleigh po ztroskotání

Všechny křižníky byly dokončeny až po skončení války. Raleigh byl ztracen 8. srpna 1922 po najetí na pobřežní skaliska v oblasti Labradoru. Loď byla odepsána a postupně rozebrána. Hawkins, Frobisher a Effingham bojovaly v druhé světové válce. V prvních dázích války byl ztracen Effingham, který 18. května 1940 během Norského tažení najel poblíž Bodø na skaliska a byl potopen britským torpédoborcem HMS Matabele. Hawkins a Frobisher válku přečkaly a byly po ní sešrotovány. Vindictive sloužil v letech 1937–1946 jako cvičná loď a poté byl sešrotován.